# Darnadż
Darnadż (arab. درنج) – miejscowość w Syrii, w muhafazie Dajr az-Zaur. W 2004 roku liczyła 7847 mieszkańców.